# Ърнест Шакълтън
Сър Ърнест Хенри Шакълтън (на английски: Sir Ernest Henry Shackleton) е ирландски пътешественик Командир на Викторианския кралски орден и офицер на Ордена на Британската империя. Известен е с героичните си, макар и неблагополучни опити да достигне Южния полюс и с големия си научен принос към изследването на Антарктика.
Извън експедициите животът на Шакълтън е неспокоен. В стремеж към бързо богатство и сигурност той се впуска в редица бизнес-начинания, но нито едно от тях не просперира. Неговите финансови отношения са като цяло неясни, но при смъртта си дължи над 40 хил. паунда (над 1.5 милиона паунда по курса от 2008 г.)

## Произход и младежки години (1874 – 1900)
Роден е на 15 февруари 1874 година в градчето Килки на 48 km от Дъблин, Ирландия, като второ от 10 деца в семейство на фермер. През 1880 г. баща му завършва медицина в Дъблин, а през 1884 г. продава фермата и започва лекарска практика в Лондон, където се премества с цялото семейство.
До 11-годишна възраст Ърнест се обучава вкъщи от гувернантка, след което постъпва в колеж, но го напуска на 16-годишна възраст и постъпва във флота, където благодарение на особената си любознателност овладява много бързо морското дело. 
През 1894 г. полага успешно изпит за флотски офицер, през 1896 получава сертификат за помощник-капитан, а 2 години по-късно за капитан на кораб. През 1898 г. постъпва на работа в пощенска компания, която поддържа пощенски кораби по цял свят и става капитан на кораб, пътуващ по маршрута Саутхамптън – Кейптаун.

## Експедиционна дейност (1901 – 1922)

### Участие в експедицията на Робърт Скот (1901 – 1904)
През 1901 – 1904 г. взема участие в антарктическата експедиция на Робърт Скот, която става сериозна школа за по-нататъшните му полярни изследвания. От 2 ноември 1902 до 3 февруари 1903 г. участва в похода на Скот на юг от базата с кучешки впрягове. На 31 декември 1902 г. групата достига рекордната за времето си 82° 17' ю.ш., но по време на обратния път Шакълтън сериозно се разболява от скорбут и през февруари 1903 г. е евакуиран от базата, заедно с други 9 моряци с помощния кораб „Морнинг“.

### Британска антарктическа експедиция (1907 – 1909)
Скоро след преждевременното си завръщане от Антарктида Шакълтън е избран за секретар на Кралското шотландско географско дружество и започва да развива активна дейност за организирането на нова британска експедиция на ледения континент с цел покоряване на Южния полюс. По същото време и Скот започва подготовка за нова експедиция и между тях се заражда съперничество. Благодарение на своето положение на секретар на Кралското шотландско географско дружество Шакълтън разполага с по-голямо влияние от Скот и решава да го изпревари. Той заема от частни лица значителни суми. Голяма част от средствата са предоставени от едрия финансист Уилям Бърдмор. Плановете за експедицията са съставени с голям размах. Бреговият отряд трябва да се състои от 3 групи, една от които да изследва Земя Едуард VІІ, втората, южната, трябва да се отправи на покоряване на Южния полюс, а третата е предвидено да потегли на запад и да достигне до Южния магнитен полюс. За целите на експедицията е оборудван здравият, но бавен кораб „Нимрод“ (наречен на библейския персонаж Нимруд).
На 1 януари 1908 г. експедицията напуска Нова Зеландия, достига морето Рос и продължава на изток покрай Ледената бариера Рос, търсейки подходящо място за построяване на зимовъчна база. По пътя натам е открит Китовият залив, който не се харесва на англичаните, но след малко повече от 2 години става изходна база на Роалд Амундсен при атаката му към полюса. След като не успява да намери подходящо място за построяване на база, Шакълтън се завръща в старата база на брега на залива Макмърдо, където зимува с 15 души.
На 10 март 1908 г. група от 6 души, водена от Шакълтън, се изкачва на върха на близкия вулкан Еребус. Зимуването преминава успешно и през ранната пролет (септември-октомври - сезоните са противоположни на тези в Северното полукълбо, където тогава е есен) на 1908 г. Шакълтън пристъпва към създаването на спомагателни складове по пътя към полюса, като главният склад е изграден на 192 km южно от базата. В началото на октомври група от 3 души начело с Томас Уилям Еджуърт Дейвид се отправя на запад с цел достигане на Южния магнитен полюс.
В началото на октомври 1908 г. Шакълтън с трима спътници се отправя към Южния полюс с шейни, теглени от манджурски понита. При прехода през шелфовия ледник Рос всичките животни измират от изтощение и Шакълтън и спътниците му са принудени сами да се впрегнат в шейните, за да продължат пътя си на юг през ледената пустош. Намират ледника Бирдмор (84°20′ ю. ш. 171°00′ и. д. / 84.333333° ю. ш. 171° и. д.), планините Куин Александра (83º 30' – 85º ю.ш., 161 – 171º и.д.) и Доминион (85 – 86º ю.ш., 163 – 170º и.д.) и ледника Дейвид (75°20′ ю. ш. 161°40′ и. д. / 75.333333° ю. ш. 161.666667° и. д.). На 9 януари 1909 достигат на 179 km от полюса, до 88º 23' ю.ш., но заради недостиг на припаси и заради много силните ветрове са принудени да се върнат. Обратният път е тежък и труден. На 23 февруари 1909 групата достига до главния лагер, като всички са слаби и болни. Тогава Шакълтън решава да остави в лагера двамата изтощени Ерик Маршал и Адамс, а той заедно с Франсис Уайлд се отправя към базата за помощ. На 28 февруари те достигат до базата, където бързо е организирана спасителна група и на 4 март 1909 всички се натоварват на палубата на „Нимрод“. Групата на Томас Дейвид изпълнява успешно поставена ѝ задача, като на 16 януари 1909 г. достига до Южния магнитен полюс, намиращ се тогава на 72°25′ ю. ш. 155°16′ и. д. / 72.416667° ю. ш. 155.266667° и. д., и на 4 февруари се прибират на кораба.
Цялата експедиция без никакви човешки загуби се завръща на 22 март 1909 в Нова Зеландия. В Англия Шакълтън е посрещнат като национален герой и неговата популярност може да се сравни само със славата на знаменития норвежки полярен изследовател Фритьоф Нансен след дрейфа му на кораба „Фрам“ през Северния ледовит океан. Блестящите лекции, изнасяни от Шакълтън в много страни на Европа и Америка, популярната му книга „The heart of the Antarctic“ (v. 1 – 2, 1909) (в превод „В сърцето на Антарктика“), преведена на много езици, затъмняват другите антарктически експедиции, извършили немалка дейност за опознаването и изследването на Антарктика.

### Нова антарктическа експедиция (1914 – 1916)
През декември 1913 г. в лондонския вестник „Таймс“ Шакълтън публикува план за нова експедиция в Антарктида, целта на която е пресичането на континента. Този план покорява въображението на хората по това време със своята смелост и грандиозност. Планът предвижда организирането на 2 отделни експедиции, една откъм море Рос, а другата откъм море Уедъл. Първата трябва да създаде спомагателни складове от базата в протока (по-известен като залив) Макмърдо до Южния полюс, а втората трябва да изпълни основната задача – да премине по напълно неизвестния път от море Уедъл, през Южния полюс до базата на море Рос. Широката популярност, с която се ползва Шакълтън във Великобритания, му позволява бързо и безпроблемно да събере необходимите средства за организирането на мащабното мероприятие. Почти 1/2 от средствата са предоставени от Джеймс Керд, собственик на няколко десетки текстилни фабрики, от правителството и от Кралското географско дружество. На експедицията са предоставени 2 кораба – „Аврора“ и „Ендюранс“ - първият е в разпореждане на групата в море Рос, а втория е в море Уедъл под командването на Шакълтън.
През декември 1914 г. „Ендюранс“ навлиза в море Уедъл и през януари 1915 са открити Бряг Керд (20 – 28º з.д.) с шелфовия ледник Станкомб-Уилс (74°35′ ю. ш. 22°00′ з. д. / 74.583333° ю. ш. 22° з. д.), Алан Макдонълд и Доусън Ламбтън (76°20′ ю. ш. 26°20′ з. д. / 76.333333° ю. ш. 26.333333° з. д.). На 19 януари 1915, на 76°34′ ю. ш. 31°00′ з. д. / 76.566667° ю. ш. 31° з. д., корабът е заграден от мощни ледове, от които не може да се освободи и започва принудителен дрейф на югозапад, а след това на север и продължава 281 дни. На 27 октомври 1915 корабът е смачкан от ледовете и потъва на 21 ноември, а хората се прехвърлят на голям леден блок. На 23 декември 1915 те решават да достигнат на запад до остров Паулета (63°35′ ю. ш. 55°50′ з. д. / 63.583333° ю. ш. 55.833333° з. д.), до който има 360 мили, но скоро установяват, че ледовете дрейфуват в северна посока и на 29 декември отново се установяват на ледения блок. През януари 1916 г. той започва значително да намалява поради топенето на леда и отнасянето му на север в по-топли води и хората се прехвърлят в трите лодки, свалени от кораба. На 15 април след големи премеждия Шакълтън и неговите спътници достигат до необитаемия остров Елефант (61°07′ ю. ш. 55°10′ з. д. / 61.116667° ю. ш. 55.166667° з. д.) от Южните Шетландски о-ви. Положението на корабокрушенците обаче остава безнадеждно и Шакълтън решава с 1 от лодките и петима моряци да достигне до остров Южна Джорджия, до който има 800 мили и на който има китобойна станция, в която постоянно живеят хора. На 24 април 1916 лодката на Шакълтън отплава на север, а 22 души остават на остров Елефант да чакат помощта му. На 10 май 1916 г. Шакълтън и онази част от хората му, която е с него достигат до южното крайбрежие на Южна Джорджия, пресичат пеша острова и на 20 май се добират до станцията на китоловци, но те самите не са там. Тогава в Антарктика е посред зима и всички китобойни кораби са заминали на север. В станцията е оставен един малък 80-тонен параход, с който на 23 май Шакълтън с група доброволци се отправя към остров Елефант, но на 26 май, на 70 мили от острова корабчето е спряно от непроходими ледове и той се отправя към Фолкландските о-ви, откъдето по радиотелеграфа Шакълтън докладва в Англия за трагичното положение на спътниците си и търси помощ. Обаче в Европа бушува Първата световна война и е малко вероятно да получи такава от Англия.  На 10 юни 1916 на Фолклъндските о-ви пристига уругвайски траулер (кораб за дълбоководен риболов), с който Шакълтън прави повторен опит да достигне до остров Елефант, но отново е спрян от ледовете, този път само на 30 мили от острова. След поредния неуспешен опит той заминава за южночилийското пристанище Пунта Аренас, където е организирана нова, трета спасителна експедиция, която също не успява да се добере до острова. Едва при четвъртия си опит на 25 август 1916 г. спасителната група успява да се добере до острова и спасява всичките 22-ма участници в грандиозната, но неуспешна експедиция на Шакълтън.
Подобна трагедия, но с много по-лош край се разиграва и при групата в море Рос, която е трябвало да осигури снабдителни складове по пътя към полюса. В базата в протока Макмърдо остават да зимуват и да осигурят складовете с хранителни припаси и гориво 10 души, но поради неблагоприятните ледови условия корабът „Аврора“ успява да достигне до тях едва на 10 януари 1917 г., когато трима от тях вече са загинали, а останалите са изтощени и болни.

### Последна експедиция (1921 – 1922)
През 1921 г. предприема поредната експедиция към Южния континент, но умира от сърдечен удар на остров Южна Джорджия на 5 януари 1922 г. преди да успее да достигне Антарктида. По желание на съпругата му, Емили Дормън (Emily Dorman), той е погребан на острова.

## Памет
Неговото име носят:
- бряг Шакълтън (80° 15` – 83° 45` ю.ш., 160° – 175° и.д.), в Антарктида, Земя Виктория;
- кратер Шакълтън на Луната;
- леден залив Шакълтън (82°15′ ю. ш. 164°30′ и. д. / 82.25° ю. ш. 164.5° и. д.), на шелфовия ледник Рос, Земя Виктория;
- ледник Шакълтън (85° ю. ш. 177° з. д. / 85° ю. ш. 177° з. д.), в Антарктида, Земя Виктория;
- планина Шакълтън (80° 20` – 81° 10` ю.ш., 20° – 32° з.д.), в Антарктида, Земя Котс;
- шелфов ледник Шакълтън (66°00′ ю. ш. 100°00′ и. д. / 66° ю. ш. 100° и. д.), в Антарктида, Земя Кралица Мери.